# Alexeter multicolor
Alexeter multicolor là một loài tò vò trong họ Ichneumonidae.